# أحمد بن عبيد بن ناصح البغدادي
أبو جعفر النحوي مولى بني هاشم ويعرف بأبي عصيدة. روى عن: أبي داود الطيالسي، والواقدي، ويزيد بن هارون، وطائفة وروى عنه محمد بن جعفر بن محمد، والقاسم بن محمد بن بشار، وأحمد بن الحسن النحوي، وغيرهم. قال ابن عدي: «يحدث عن الأصمعي، ومحمد بن مصعب، ما لا يحدث به غيره، وهو عندي مع هذا كله من أهل الصدق». وذكره ابن حبان في ثقاته، وقال: «ربما خالف». وقال الذهبي في الميزان: «صويلح الحديث». مات بعد السبعين ومائتين للهجرة.
وقد روى أبو داود في سننه عن محمد بن سعد بواسطة أحمد بن عبيد هذا، في تعيين صحبة أحد الرواة فقال: «حدثنا أحمد بن عبيد، عن محمد ابن سعد، عن أبي الوليد الطيالسـي قال: يقولون قبيصة بن وقاص لـه صحبة».
قال الحافظ ابن حجر: «وماله في الكتب غير هذا، والله أعلم»، هذا مع العلم أن أبا داود دخل بغداد سنة عشرين ومائتين، وأدرك من حياة ابن سعد عشر سنين، ومع ذلك لم يروِ عنه أبو داود إلا بواسطة في بيان صحبة أحد الرواة المشار إليه سابقاً.